# 유니스 압델하미드
유니스 압델하미드(아랍어: يونس عبد الحميد, 프랑스어: Yunis Abdelhamid, 1987년 9월 28일 ~ )는 리그 1 클럽 생테티엔에서 센터백으로 활약하고 있는 모로코의 프로 축구 선수이다. 프랑스에서 태어난 그는 모로코 국가대표팀에서 뛰고 있다. 2020년에는 세계 최고의 아랍 선수 중 한 명으로 선정되었다.

## 구단 경력
발랑시엔과 계약을 해지한 압델하미드는 2016년 5월 15일, 디종과 3년 계약을 체결했다.
압델하미드는 랭스가 2017-18년 시즌 리그 2에서 우승하고 2018-19년 시즌 리그 1로 승격하는 데 도움을 주었다. 또한 클럽의 주장이 되기도 했다.
2023-24년 시즌, 랭스에서 7년간 뛰었던 압델하미드는 자유계약선수로 클럽을 떠나 생테티엔과 1년 계약을 체결하고 1년 추가 옵션으로 계약했다.

## 국가대표팀 경력
압델하미드는 2016년 9월 1일, 알바니아와의 친선 경기를 위해 모로코 국가대표팀에 소집되었지만 출전하지 못했다. 그는 상투메 프린시페를 상대로 2-0으로 승리한 2017년 아프리카 네이션스컵 예선에서 공식 데뷔 전을 치렀다.
2023년 12월 28일, 압델하미드는 왈리드 레그라기 감독이 2023년 아프리카 네이션스컵에서 모로코 국가대표로 선발한 27명의 선수 중 한 명이다.